# Nagrada Fabijan Šovagović
Nagrada Fabijan Šovagović jedna je od najprestižnijih hrvatskih nagrada koja se dodjeljuje glumcu ili glumici čije je djelovanje ostavilo veliki trag u povijesti hrvatskoga filma. Nagradu je ustanovilo Društvo hrvatskih filmskih redatelja u spomen na velikana hrvatskoga glumišta Fabijana Šovagovića. Nagrada se tradicionalno dodjeljuje u okviru Festivala igranog filma u Puli.

## Dobitnici nagrade
| Godina | Umjetnik                               |
| 2001.  | Boris Dvornik (1939. – 2008.)          |
| 2002.  | Mia Oremović (1918. – 2010.)           |
| 2003.  | Božidarka Frajt (1940.)                |
| 2004.  | Ilija Ivezić (1926. – 2016.)           |
| 2005.  | Ivica Vidović (1939. – 2011.)          |
| 2006.  | Semka Sokolović-Bertok (1935. – 2008.) |
| 2007.  | Josip Bobi Marotti (1922. – 2011.)     |
| 2008.  | Vanja Drach (1932. – 2009.)            |
| 2009.  | Relja Bašić (1930. – 2017.)            |
| 2010.  | Ana Karić (1941. – 2014.)              |
| 2011.  | Marija Kohn (1934. – 2018.)            |
| 2012.  | Boris Buzančić (1929. – 2014.)         |
| 2013.  | Rade Šerbedžija (1946.)                |
| 2014.  | Mustafa Nadarević (1943. – 2020.)      |
| 2015.  | Ivo Gregurević (1952. – 2019.)         |
| 2016.  | Vera Zima (1953. – 2020.)              |
| 2017.  | Božidar Smiljanić (1936. – 2018.)      |
| 2018.  | Igor Galo (1948.)                      |
| 2019.  | Inge Appelt (1943.)                    |
| 2020.  | Zdenka Heršak (1928. – 2020.)          |
| 2021.  | Zdenko Jelčić (1946.)                  |
| 2022.  | Ljubica Jović (1936.)                  |
| 2023.  | Miodrag Krivokapić (1949.)             |
| 2024.  | Slavko Štimac (1960.)                  |
| 2025.  | Bogdan Diklić (1953.)                  |